# Klubi Sportiv Edro Vlorë
L'Edro Vlorë è una squadra albanese di calcio a 5 con sede a Valona. Nel corso della sua storia ha vinto un campionato albanese nella stagione 2011-2012.